# Centinela Prime
Los Centinelas Prime son un tipo avanzado de centinelas ficticios que aparece en los cómics estadounidenses publicados por Marvel Comics. Se los representa como un humano convertido en cyborg que utiliza nanotecnología del futuro alternativo "Días del Futuro Pasado".

## Creación
Los Centinelas Prime se crearon cuando Bastión inició el programa Operación: Tolerancia Cero. Estos Centinelas eran en realidad humanos a los que se les había equipado con un implante de nanotecnología cibernético que, al activarse, transformaba a los humanos en seres blindados con poderosos sistemas de armas. Estos humanos alterados fueron configurados como agentes durmientes, sin darse cuenta de su naturaleza hasta que una señal de la base Operación: Tolerancia Cero activó su programación informática. Estos Centinelas fueron utilizados por Bastión para capturar al Profesor X para sus propios fines, así como para atacar a varios mutantes asociados con los X-Men en todo el país. Bastión y sus Centinelas Prime finalmente fueron derrotados por los X-Men con la ayuda de la agencia gubernamental S.H.I.E.L.D., quienes cerraron la Operación: Tolerancia Cero.
Se asumió que la amenaza de los Centinelas Prime y su segunda generación había terminado, tras el arresto de Bastión y el final de la Operación: Tolerancia Cero. Sin embargo, cuando la raza mutante soportó otro evento de extinción con la liberación de Terrigen Mists en la atmósfera, los Centinelas Prime que ahora reverencian a Terrigen Mists que está envenenando a los mutantes, regresaron violentamente cuando los mutantes estaban en su punto más bajo.

## Poderes y habilidades
Los Centinelas Prime están equipados con varias mejoras tecnológicas, y se les otorgan superpoderes que van desde: vuelo, aspectos físicos mejorados, láseres ópticos y explosiones de fuerza, además de poder amortiguar o alterar los poderes de los mutantes que los rodean. Sensores de escaneo y localización a bordo que les permiten detectar la presencia de Homo Superior en sus alrededores, respaldados por computadoras de combate que les permiten compensar eventos sorprendentes (por ejemplo, la llegada de coches de policía) más rápido que los humanos normales. Finalmente, su programación puede utilizar la personalidad natural junto con la forma original del anfitrión para adormecer a objetivos desprevenidos y entablar una conversación, momento en el que amortiguan sus poderes y los matan.
Los Omega Centinelas Prime, como Karima Shapandar, están equipados con regeneración mecánica junto con cierto nivel de poderes electromagnéticos, pero aparentemente eran prototipos, ya que sus diseños son más torpes que los de otros Centinelas Prime. Otras herramientas con las que Karima muestra que están equipados los Omega Sentinels incluyen instalaciones de contramedidas adaptativas que les permiten fabricar armamento especializado diseñado para contrarrestar adversarios mutantes específicos. Capaz de volverse resistente al daño causado antes de su chasis, así como producir soluciones armadas orientadas a lidiar con un objetivo mutante específico.
En "X-Men" Anual 2000, se muestra que, al igual que los Centinelas Omega, tienen capacidades limitadas de transformación nanomecánica. Capaz de transformarse o hacer brotar artillería de cañón de partes de su cuerpo para un mayor fuego de armas. Una de las habilidades más mortíferas de los Centinelas Prime es la inyección letal de nanomáquinas en otro ser humano que convertirá al objetivo en un Centinela Prime. Se puede notar que en el mismo episodio, Rogue intenta usar sus poderes de absorción de personalidad en uno de los Centinelas Prime solo para no encontrar nada en absoluto: luego afirma que no queda nada del anfitrión original una vez que la personalidad del Centinela Prime ha asumido el control, aunque esto es cuestionable ya que Magneto y Xavier pudieron restaurar la personalidad de Karima.

## Centinelas Prime conocidos
- Agente Boyd
- Agente Mathers
- Arvel
- Curtis
- Daría
- Felipe
- Ginny Mahoney - Conocida como Unidad #1031.
- Helmut
- Karima Shapandar
- Mustang
- Número 5
- Sanjit Shaara - Conocida como Unidad #3.
- Saroyan
- Tanya

## En otros medios

### Televisión
- Una variación de los Centinelas Prime aparece en Wolverine and the X-Men. En el futuro dominado por Centinelas, algunas personas se convirtieron en cyborgs hechos de tecnología humana y se ha demostrado que tienen un sistema de seguridad en caso de que su mitad humana se vea comprometida por telépatas.
- Los Centinelas Prime aparecen en X-Men '97. Ellos fueron creados por Bastion a través de OZT con la ayuda de Señor Siniestro. A sujetos humanos se les inyectó el Virus Tecno-orgánico de Siniestro, transformándolos en agentes durmientes que permanecían inconscientes de su cambio y nuevo propósito. Sin embargo, al detectar una amenaza mutante, se transformarían en versiones más peligrosas de los Centinelas tradicionales que podrían resistir incluso un desmembramiento parcial y solo podrían eliminarse con un pulso electromagnético.

### Videojuegos
- Los Centinelas Prime aparecen como jefes en X-Men: Next Dimension, que se basa libremente en los eventos de Operación: Tolerancia Cero. En el juego, Centinelas Prime liberaron a su líder, Bastion, de la custodia de S.H.I.E.L.D. Durante una invasión al Instituto Xavier, capturaron una Forja debilitada después de que destruyó un Centinela Prime. Posteriormente, ellos atacan a Magneto en Genosha, pero Magneto los destruye. Después de que los X-Men hacen una alianza incómoda con la Hermandad de Mutantes, atacan la Ciudadela y varios Centinelas Prime fueron destruidos.
- Los Centinelas Prime aparecen en X-Men Legends. En esta versión, se llaman Bio-Centinelas y están bajo el control del general William Kincaid (que es muy similar al villano de los X-Men, William Stryker). Ellos fueron destruidos cuando los X-Men salvaron a una versión más joven de Bishop de ser asesinado. Al final, se reveló que estaban controlados por Molde Maestro (que es un Centinela gigante en el juego). Los X-Men derrotaron a Molde Maestro y los Bio-Centinelas aparentemente fueron destruidos.
- Los Centinelas Prime aparecen en Marvel: Avengers Alliance.